# GP Città di Camaiore
De GP van de stad Camaiore (Gran Premio Città di Camaiore) is een voormalig eendagswielerwedstrijd die werd verreden in Camaiore, Lucca, in Toscane, Italië. Van 1949 tot 1965 was het een amateurkoers. De wedstrijd maakte tussen 2005 en 2014 deel uit van de UCI Europe Tour in de categorie 1.1.

## Lijst van winnaars

### Meervoudige winnaars
| Overwinningen | Renner           | Land   | Jaren      |
| ------------- | ---------------- | ------ | ---------- |
| 2             | Giuseppe Saronni | Italië | 1979, 1981 |

### Overwinningen per land
| Overwinningen | Land                                                 |
| ------------- | ---------------------------------------------------- |
| 38            | Italië                                               |
| 3             | België                                               |
| 2             | Colombia                                             |
| 1             | Duitsland, Oekraïne, Kazachstan, Slovenië, Slowakije |